# Katzenbach (Donnersbergkreis)
Katzenbach település Németországban, Rajna-vidék-Pfalz tartományban. Lakosainak száma 488 fő (2023. december 31.).

## Népesség
A település népességének változása:
| Lakosok száma | 505  | 502  | 490  | 486  | 488  |
|               | 2017 | 2019 | 2021 | 2022 | 2023 |